# Francisco Antonio de Borja-Centelles y Ponce de Léon

Stemma Borgia

Francisco Antonio de Borja-Centelles y Ponce de Léon, nei testi in italiano chiamato Francesco Borgia (Sassari, 27 marzo 1659 – Calahorra, 4 aprile 1702), è stato un cardinale e arcivescovo cattolico spagnolo.

## Biografia
Nacque a Sassari il 27 marzo 1659, figlio del nono duca di Gandía e fratello del cardinale Carlos Borja Centellas y Ponce de León.
Uomo mite, a giudizio del Moroni, fu nominato arcidiacono di Calatrava e canonico nella metropolitana di Toledo.
Papa Innocenzo XII lo elevò al rango di cardinale nel concistoro del 21 giugno 1700.
Il 18 luglio 1701 venne nominato vescovo di Calahorra e La Calzada da papa Clemente XI. Ricevette la consacrazione episcopale il 31 luglio successivo, probabilmente a Roma.
Il 3 aprile 1702 venne nominato arcivescovo metropolita di Burgos, ma morì il giorno successivo, 4 aprile, all'età di soli 43 anni.

## Ascendenza
|                                                                                    |                                                       |                                                                                          | Genitori                                                         |  |  | Nonni |  |  | Bisnonni                                                                          |  |  | Trisnonni                                                   |  |
|                                                                                    |                                                       |                                                                                          |                                                                  |  |  |       |  |  | 8. Carlos Francisco de Borja-Centelles y Fernández de Velasco, VII duca di Gandia |  |  | 16. Francisco Tomàs de Borja y Centelles, VI duca di Gandia |  |
|                                                                                    |                                                       |                                                                                          |                                                                  |  |  |       |  |  | 8. Carlos Francisco de Borja-Centelles y Fernández de Velasco, VII duca di Gandia |  |  | 16. Francisco Tomàs de Borja y Centelles, VI duca di Gandia |  |
|                                                                                    |                                                       | 17. Juana Fernández de Velasco y de Aragón                                               |                                                                  |  |  |       |  |  | 8. Carlos Francisco de Borja-Centelles y Fernández de Velasco, VII duca di Gandia |  |  |                                                             |  |
| 4. Francisco Diego Pascual de Borja-Centelles y Doria-Carreto, VIII duca di Gandia |                                                       |                                                                                          |                                                                  |  |  |       |  |  | 8. Carlos Francisco de Borja-Centelles y Fernández de Velasco, VII duca di Gandia |  |  |                                                             |  |
|                                                                                    |                                                       | 9. Artemisia Doria                                                                       | 18. Gianandrea Doria, IV principe di Melfi                       |  |  |       |  |  |                                                                                   |  |  |                                                             |  |
|                                                                                    |                                                       | 9. Artemisia Doria                                                                       | 18. Gianandrea Doria, IV principe di Melfi                       |  |  |       |  |  |                                                                                   |  |  |                                                             |  |
|                                                                                    |                                                       | 9. Artemisia Doria                                                                       | 19. Zenobia del Carretto Doria, III principessa di Melfi         |  |  |       |  |  |                                                                                   |  |  |                                                             |  |
| 2. Francisco Carlos de Borja-Centelles y Doria-Colonna, IX duca di Gandia          |                                                       | 9. Artemisia Doria                                                                       |                                                                  |  |  |       |  |  |                                                                                   |  |  |                                                             |  |
|                                                                                    |                                                       | 10. Andrea II Doria, V principe di Melfi                                                 | 20. Gianandrea Doria, IV principe di Melfi (= 18.)               |  |  |       |  |  |                                                                                   |  |  |                                                             |  |
|                                                                                    |                                                       | 10. Andrea II Doria, V principe di Melfi                                                 | 20. Gianandrea Doria, IV principe di Melfi (= 18.)               |  |  |       |  |  |                                                                                   |  |  |                                                             |  |
|                                                                                    |                                                       | 10. Andrea II Doria, V principe di Melfi                                                 | 21. Zenobia del Carretto Doria, III principessa di Melfi (= 19.) |  |  |       |  |  |                                                                                   |  |  |                                                             |  |
| 5. Artemisia Doria                                                                 |                                                       | 10. Andrea II Doria, V principe di Melfi                                                 |                                                                  |  |  |       |  |  |                                                                                   |  |  |                                                             |  |
|                                                                                    |                                                       | 11. Giovanna Colonna di Paliano                                                          | 22. Fabrizio Colonna di Paliano                                  |  |  |       |  |  |                                                                                   |  |  |                                                             |  |
|                                                                                    |                                                       | 11. Giovanna Colonna di Paliano                                                          | 22. Fabrizio Colonna di Paliano                                  |  |  |       |  |  |                                                                                   |  |  |                                                             |  |
|                                                                                    |                                                       | 11. Giovanna Colonna di Paliano                                                          | 23. Anna Borromeo                                                |  |  |       |  |  |                                                                                   |  |  |                                                             |  |
| 1. Francisco Antonio de Borja-Centelles y Ponce de Léon                            |                                                       | 11. Giovanna Colonna di Paliano                                                          |                                                                  |  |  |       |  |  |                                                                                   |  |  |                                                             |  |
|                                                                                    | 12. Luis Ponce de León y Zúñiga, V marchese di Zahara | 24. Rodrigo Ponce de León y Suárez de Figueroa, III duca di Arcos                        |                                                                  |  |  |       |  |  |                                                                                   |  |  |                                                             |  |
|                                                                                    | 12. Luis Ponce de León y Zúñiga, V marchese di Zahara | 24. Rodrigo Ponce de León y Suárez de Figueroa, III duca di Arcos                        |                                                                  |  |  |       |  |  |                                                                                   |  |  |                                                             |  |
|                                                                                    | 12. Luis Ponce de León y Zúñiga, V marchese di Zahara | 25. Teresa de Zúñiga y Sotomayor                                                         |                                                                  |  |  |       |  |  |                                                                                   |  |  |                                                             |  |
| 6. Rodrigo Ponce de León y Álvarez de Toledo, IV duca di Arcos                     | 12. Luis Ponce de León y Zúñiga, V marchese di Zahara |                                                                                          |                                                                  |  |  |       |  |  |                                                                                   |  |  |                                                             |  |
|                                                                                    |                                                       | 13. Victoria Álvarez de Toledo y López de Mendoza                                        | 26. Pedro Álvarez de Toledo y Colonna, V marchese di Villafranca |  |  |       |  |  |                                                                                   |  |  |                                                             |  |
|                                                                                    |                                                       | 13. Victoria Álvarez de Toledo y López de Mendoza                                        | 26. Pedro Álvarez de Toledo y Colonna, V marchese di Villafranca |  |  |       |  |  |                                                                                   |  |  |                                                             |  |
|                                                                                    |                                                       | 13. Victoria Álvarez de Toledo y López de Mendoza                                        | 27. Elvira López de Mendoza y López de Mendoza                   |  |  |       |  |  |                                                                                   |  |  |                                                             |  |
| 3. María Ana Ponce de León                                                         |                                                       | 13. Victoria Álvarez de Toledo y López de Mendoza                                        |                                                                  |  |  |       |  |  |                                                                                   |  |  |                                                             |  |
|                                                                                    |                                                       | 14. Enrique de Aragón Folch de Cardona y Córdoba, V duca di Segorbe e VI duca di Cardona | 28. Luis Ramón de Aragón Folch de Cardona y Córdoba              |  |  |       |  |  |                                                                                   |  |  |                                                             |  |
|                                                                                    |                                                       | 14. Enrique de Aragón Folch de Cardona y Córdoba, V duca di Segorbe e VI duca di Cardona | 28. Luis Ramón de Aragón Folch de Cardona y Córdoba              |  |  |       |  |  |                                                                                   |  |  |                                                             |  |
|                                                                                    |                                                       | 14. Enrique de Aragón Folch de Cardona y Córdoba, V duca di Segorbe e VI duca di Cardona | 29. Ana Enríquez de Cabrera y Mendoza                            |  |  |       |  |  |                                                                                   |  |  |                                                             |  |
| 7. Ana Francisca de Aragón Folch de Cardona y Fernández de Córdoba                 |                                                       | 14. Enrique de Aragón Folch de Cardona y Córdoba, V duca di Segorbe e VI duca di Cardona |                                                                  |  |  |       |  |  |                                                                                   |  |  |                                                             |  |
|                                                                                    |                                                       | 15. Catalina Fernández de Córdoba y Figueroa                                             | 30. Pedro Fernández de Córdoba y Figueroa                        |  |  |       |  |  |                                                                                   |  |  |                                                             |  |
|                                                                                    |                                                       | 15. Catalina Fernández de Córdoba y Figueroa                                             | 30. Pedro Fernández de Córdoba y Figueroa                        |  |  |       |  |  |                                                                                   |  |  |                                                             |  |
|                                                                                    |                                                       | 15. Catalina Fernández de Córdoba y Figueroa                                             | 31. Juana Enríquez de Ribera y Cortés                            |  |  |       |  |  |                                                                                   |  |  |                                                             |  |
|                                                                                    |                                                       | 15. Catalina Fernández de Córdoba y Figueroa                                             |                                                                  |  |  |       |  |  |                                                                                   |  |  |                                                             |  |